# روبرتو روساليس
روبرتو روساليس (Roberto José Rosales Altuve) (20 نوفمبر 1988 في كاراكاس في فنزويلا – )؛ هو لاعب كرة قدم كان يلعب كمدافع. يلعب مع منتخب فنزويلا لكرة القدم منذ عام 2007.

## وصلات خارجية
- روبرتو روساليس على موقع الاتحاد الدولي (مؤرشف)  (الإنجليزية)
- روبرتو روساليس على موقع الاتحاد الأوربي (الإنجليزية)
- روبرتو روساليس على موقع قاعدة بيانات كرة القدم.إي يو (الإنجليزية)
- روبرتو روساليس على موقع ناشيونال فوتبول تيمز (الإنجليزية)
- روبرتو روساليس على موقع Soccerbase.com (لاعب) (الإنجليزية)
- روبرتو روساليس على موقع Soccerway.com (الإنجليزية)
- روبرتو روساليس على موقع عالم كرة القدم.نت (الإنجليزية)
- روبرتو روساليس على موقع AS.com (الإسبانية)